# ألبرت ويبر
ألبرت ويبر (21 نوفمبر 1888 برلين ألمانيا - 17 سبتمبر 1940) هو لاعب كرة قدم ألماني سابق كان يلعب كحارس مرمى، شارك في الألعاب الأولمبية الصيفية 1912.

## روابط خارجية
- ألبرت ويبر على موقع الاتحاد الدولي (مؤرشف)  (الإنجليزية)
- ألبرت ويبر على موقع قاعدة بيانات كرة القدم.إي يو (الإنجليزية)
- ألبرت ويبر على موقع ناشيونال فوتبول تيمز (الإنجليزية)
- ألبرت ويبر على موقع عالم كرة القدم.نت (الإنجليزية)
- ألبرت ويبر على موقع أوليمبيديا (الإنجليزية)